# Macron-grave
Pour les articles homonymes, voir Macron.
Le macron-grave ‹ ◌᷆ › est un diacritique de l’alphabet latin utilisé dans l’écriture de langues tonales comme le bassa, le bete-bendi ou le tafi.
Il est composé d’un macron et d’un accent grave.

## Utilisation
Le macron-grave est adopté dans l’alphabet phonétique international pour représenter un ton bas montant lors de la conférence de Kiel de 1989, avec d’autres signes diacritiques composés tel qu’utilisés par les africanistes comme alternative aux barres de ton de Chao Yuen Ren utilisés en sinologie. Cependant, celui-ci ne figure pas dans le tableau de l’alphabet phonétique international.
Mercy Bobuafor utilise l’accent grave-macron dans l’écriture du tafi.

## Représentation informatique
Son caractère Unicode est U+1DC6.